# Берр-Оук (Айова)
Берр-Оук (англ. Burr Oak) — переписна місцевість (CDP) в США, в окрузі Віннешік штату Айова. Населення — 171 особа (2020).

## Географія
Берр-Оук розташований за координатами 43°27′29″ пн. ш. 91°51′43″ зх. д. / 43.45806° пн. ш. 91.86194° зх. д. (43.457984, -91.861927).  За даними Бюро перепису населення США в 2010 році переписна місцевість мала площу 1,79 км², уся площа — суходіл.

## Демографія
Згідно з переписом 2010 року, у переписній місцевості мешкало 166 осіб у 70 домогосподарствах у складі 43 родин. Густота населення становила 93 особи/км².  Було 80 помешкань (45/км²).
Расовий склад населення:
| - 97,0 % — білих - 0,6 % — азіатів - 2,4 % — осіб інших рас |

До двох чи більше рас належало 0,0 %. Частка іспаномовних становила 2,4 % від усіх жителів.
За віковим діапазоном населення розподілялося таким чином: 24,1 % — особи молодші 18 років, 62,6 % — особи у віці 18—64 років, 13,3 % — особи у віці 65 років та старші. Медіана віку мешканця становила 39,2 року. На 100 осіб жіночої статі у переписній місцевості припадало 110,1 чоловіків;  на 100 жінок у віці від 18 років та старших — 106,6 чоловіків також старших 18 років.
Середній дохід на одне домашнє господарство  становив 61 798 доларів США (медіана — 46 944), а середній дохід на одну сім'ю — 74 945 доларів (медіана — 66 875). Медіана доходів становила 41 250 доларів для чоловіків та 37 500 доларів для жінок. За межею бідності перебувало 12,7 % осіб, у тому числі 0,0 % дітей у віці до 18 років та 0,0 % осіб у віці 65 років та старших.
Цивільне працевлаштоване населення становило 218 осіб. Основні галузі зайнятості: будівництво — 24,8 %, сільське господарство, лісництво, риболовля — 17,0 %, роздрібна торгівля — 15,1 %, виробництво — 14,7 %.